# Forrest Pass
Forrest Pass är ett bergspass i Antarktis. Det ligger i Västantarktis. Inget land gör anspråk på området. Forrest Pass ligger 1 815 meter över havet.
Terrängen runt Forrest Pass är varierad.  Trakten är obefolkad. Det finns inga samhällen i närheten.